# Musculus levator palpebrae superioris

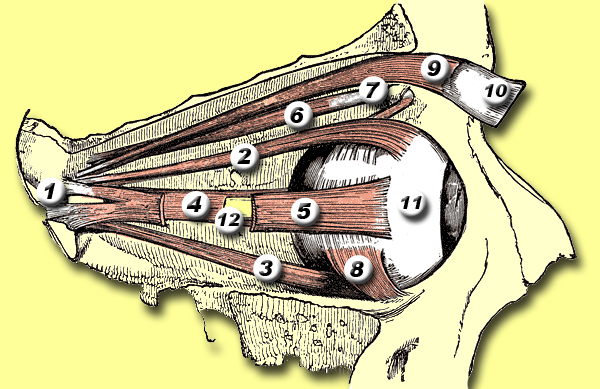
A szem izmai (a kilences számmal jelölt izom)

A musculus levator palpebrae superioris egy izom a szemüregben (orbita).

## Eredés, tapadás, elhelyezkedés
Az anulus tendineus communisról ered és a pillavázon (tarsus) tapad.

## Funkció
Behúzza a szemhéjat.

## Beidegzés, vérellátás
A nervus oculomotorius idegzi be és az arteria ophthalmica látja el vérrel.